# Chùa Tư Khánh
Chùa Tư Khánh, tên gọi khác chùa Vẽ, chùa Cả thuộc địa phận xã Đông Ngạc, huyện Từ Liêm, Hà Nội,cách trung tâm thành phố khoảng 10 km về phía Đông Bắc. Chùa thuộc hệ phái Bắc tông, được xây dựng vào đời Hậu Lê. Tấm bia đời Lê Thần Tông đã ghi công đức của ông Nguyễn Phúc Ninh và bà Trần Thị Ngọc Luân đã hưng công sửa ngôi chùa to lớn.
Chùa được xây dựng theo kiểu kiến trúc gồm tam quan, gác chuông, nhà vuông với mái chồng diêm, chùa chính, nhà Tổ. Chùa chính có kết cấu hình chữ Đinh gồm: tiền đường 3 gian 2 chái, hậu cung có mái chồng diêm. Điện Phật được bài trí trang nghiêm. Chùa còn giữ được 5 pho tượng được tạo tác công phu mang phong cách nghệ thuật thế kỷ XVIII – XIX và nhiều đồ thờ tự cổ.

Năm 1993, chùa Tư Khánh đã được Bộ trưởng Bộ Văn hóa - Thông tin ban hành Quyết định 2015/QĐ-BT xếp hạng di tích kiến trúc - nghệ thuật cấp quốc gia và khoanh vùng bảo vệ.

Cầu đá
chính điện
nhà Tổ
điện mẫu
vườn tháp

## Chư Tăng
Chùa thuộc sơn môn tổ đình Đào Xuyên.
- Hòa Thượng Thích Thanh Lộc.
- Sư ông Thích Thanh Giang, liệt sĩ chống Pháp.
- Sư bác Thích Thanh Diệu, liệt sĩ chống Pháp.
- Thượng Tọa Thích Thanh Hùng: sinh năm 1962, thụ giới tỳ kheo năm 1981.